# سوق الهال
سوق الهال هو أحد أسواق مدينة دمشق، يقع بين سوق ساروجا وشارع الملك فيصل أقيم بين السنوات 1928- 1930م، تمت تسميته تيمناً لوجود سوق الهال الموجود بباريس، وهو سوق الفواكه والخضار الرئيسي لمدينة دمشق، تم نقله إلى مشيدات حديثة في منطقة الزبلطاني أواخر الثمانيات حيث يطلق عليه اليوم سوق الهال الجديد.